# Riccardo III (Shakespeare)
Riccardo III (The Life and Death of King Richard III, Vita e morte di re Riccardo III) è l'ultima di quattro opere teatrali nella tetralogia minore di William Shakespeare sulla storia inglese: conclude un racconto drammatico cominciato con Enrico VI, parte 1 e continuato con Enrico VI, parte 2 e Enrico VI, parte 3. Dopo Amleto, questa è l'opera teatrale più lunga di Shakespeare.
L'intera tetralogia è stata composta verso l'inizio della carriera di Shakespeare: il periodo più probabile di composizione è tra il 1591 e il 1592.
Culminando con la sconfitta del malvagio re Riccardo III di York nella battaglia del campo di Bosworth alla fine dell'opera, Riccardo III è una drammatizzazione degli eventi storici recenti per Shakespeare, conclusi nel 1485, dopo la guerra tra le due famiglie dei Lancaster e degli York (Guerra delle due rose) e la presa di potere definitiva dei Tudor.
Il monarca Riccardo III è descritto in modo particolarmente negativo.

## Trama

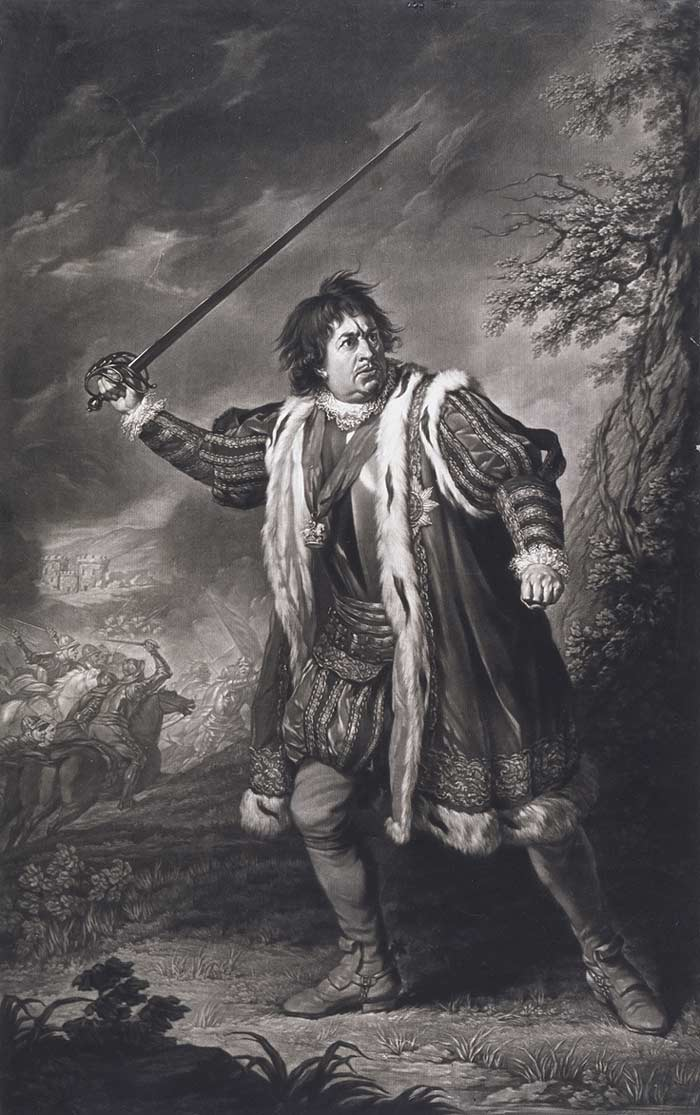
David Garrick come Riccardo III visto da John Dixon, 1772.

Il dramma ha inizio col famoso elogio che Riccardo tributa al fratello maggiore Edoardo IV d'Inghilterra, appena divenuto re d'Inghilterra.
s'è fatto estate radiosa ai raggi di questo sole di York»
In realtà dalle parole di Riccardo emerge l'invidia nei confronti di Edoardo, aitante e giusto; Riccardo descrive invece sé stesso come 
Egli risponde all'angoscia della sua condizione affermando la sua volontà:
E odiare gli oziosi passatempi di questa nostra età.»
In altre parole, Riccardo decide di adottare mezzi leciti e soprattutto illeciti per scalare la linea di successione e diventare re alla morte del fratello. Per prima cosa, cospira affinché suo fratello Giorgio, che lo precede come erede al trono, sia sospettato di assassinio; pur di riuscire in questo intento, corrompe un indovino per confondere il re. Il suo piano ha successo, e Giorgio viene imprigionato nella condotto nella Torre di Londra. Successivamente Riccardo entra nelle grazie di lady Anna Neville, vedova di Edoardo di Westminster, principe di Galles, assassinato assieme al padre per mano di Riccardo ; nonostante sospetti di lui, Anna cede alla sua corte e accetta di sposarlo.
Alla morte di Edoardo IV - la quale, ironicamente, non vede Riccardo coinvolto in alcun modo - Riccardo si allea con Enrico Stafford, secondo duca di Buckingham, e si presenta ai notabili del Regno come un uomo pio e modesto: riesce così a convincerli a sceglierlo come reggente in vece dei figli di Edoardo, ancora bambini. In seguito farà rinchiudere i due nipoti nella Torre di Londra, facendone presto perdere le tracce. Rimasto senza rivali, Riccardo ascende al trono.
Divenuto re, Riccardo si assicura attivamente il possesso della corona, assassinando chiunque si frapponga ad esso nella scalata al potere, inclusi il giovane principe, Lord Hastings, il suo precedente alleato Buckingham, e addirittura sua moglie e i figli. Questi crimini non passano inosservati, e pian piano Riccardo perde tutti i suoi complici, fino a che non si trova ad affrontare il conte di Richmond nella Battaglia di Bosworth Field. La notte prima della battaglia, Riccardo riceve la visita dei fantasmi delle persone che ha ucciso, dalle quali riceve un'angosciante profezia:
Al mattino, a Riccardo non resta che recarsi in battaglia. Nonostante il combattimento sembri inizialmente volgere in suo favore, Riccardo si ritrova presto disarcionato e abbandonato dai suoi uomini. Il re arriva addirittura a rinnegare la sua stessa corona, pur di non morire in battaglia:
A nulla valgono le sue richieste d'aiuto: Riccardo viene sconfitto in un combattimento corpo a corpo con Richmond, che lo trafigge con la spada. Morto Riccardo, il conte salirà al trono col nome di Enrico VII d'Inghilterra.

## Origini

### Fonti
La fonte primaria a cui attinse Shakespeare per la sua opera furono le cronache di Raphael Holinshed, ma sembra plausibile che si sia servito del lavoro di Tommaso Moro, autore dell'incompleta 'Storia di Riccardo III', pubblicata da John Rastell dopo la morte di Moro. Rastell, fratellastro di Moro, compilò il testo da due manoscritti in via di scrittura, uno in inglese e uno in latino, in diversi stadi di composizione. Il lavoro di Moro non è storico nel senso moderno della parola. È un resoconto letterario molto variopinto che contiene (discutibilmente) dettagli storici e inventati in egual misura. Moro ebbe molte fonti a disposizione per il suo resoconto (molte delle quali, come il suo protettore, il Cardinale John Morton, altamente ostili al vecchio regime), ma come per Shakespeare la fonte principale fu la sua propria immaginazione: più di un terzo del testo consiste in discorsi inventati.

## Contesto storico

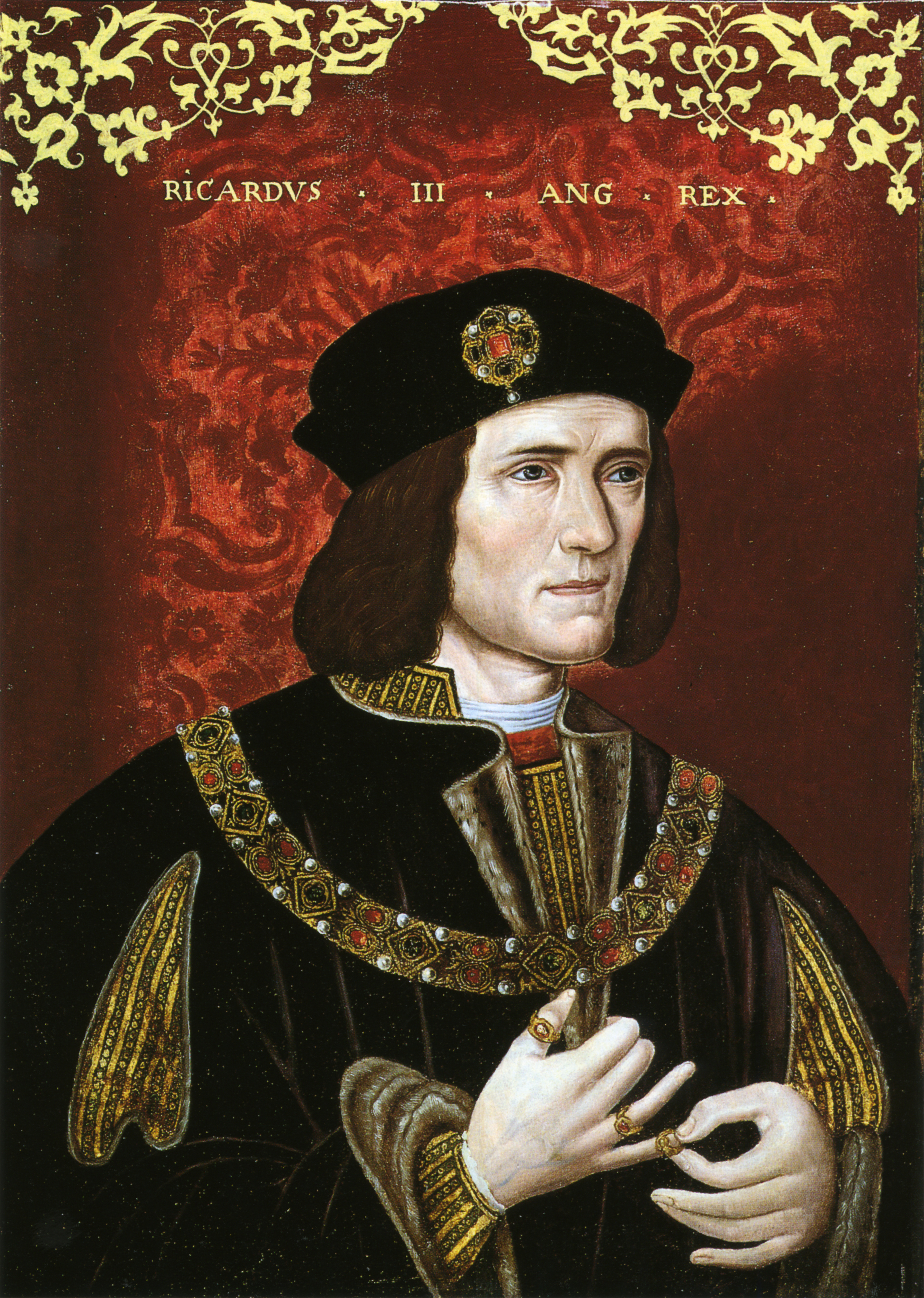
Riccardo III

Il ritratto shakespeariano di re Riccardo e del suo "regno del terrore" offre un'immagine del tutto negativa del personaggio. La verità storica, secondo i maggiori storici contemporanei, è molto diversa. Secondo e ultimo monarca della casa di York, regnò per poco più di due anni, e il suo breve regno non fu più crudele o ingiusto dei suoi predecessori o di coloro che lo seguirono.
Le opere teatrali di argomento 'storico' di Shakespeare, non sono, in ogni caso, da intendere come storicamente accurate, bensì come opere d'intrattenimento, il cui valore va oltre le persone descritte. In Riccardo III attraverso la storia del re crudele e ambizioso e della sua rovina Shakespeare descrive la sete umana di potere, e le conseguenze malsane di una smodata volontà di rivincita. Come con Macbeth, l'infamia di Riccardo è enfatizzata, resa un archetipo, anche allo scopo di aumentare l'effetto drammatico. Shakespeare, come in altri casi, approfitta di una letteratura precedente: il personaggio di Riccardo dipinto come il più vile farabutto della storia inglese era già stato descritto da numerosi scrittori in precedenza.
Per comprendere come mai Riccardo divenne simbolo di villania durante il periodo Elisabettiano, bisogna inserire il dramma nel suo contesto storico. Durante la vita di Shakespeare, era sul trono Elisabetta I, nipote di Enrico VII, il conte lancasteriano del Richmond, che sconfisse e uccise l'ultimo discendente dei Plantageneti, Riccardo III di York, dando così inizio alla dinastia Tudor. L'opera di Shakespeare, di cui la corte reale fu spesso committente, propone la versione storica dei Tudor-Lancaster, dipingendone a tinte fosche gli avversari ed esaltandone gli antenati (come nel caso dell'opera dedicata alla figura di Enrico V di Lancaster).
In realtà l'unica colpa di Riccardo Plantageneto, discendente di Edoardo III, poi duca di York, fu quella di aver preso parte alla guerra delle due rose, nella quale gli York, con il simbolo della rosa bianca si allearono con Richard Neville, Conte di Warwick per deporre il re Lancaster Enrico VI, ormai incapace e malato di mente. Nella fazione opposta le casate di Somerset e Suffolk si allearono con i Lancaster sotto il simbolo della rosa rossa, in difesa del monarca. La versione degli avvenimenti che si affermò nelle epoche successive fu, come si direbbe oggi, la storia dei vincitori.
In Enrico VI Parte III, Shakespeare aveva già iniziato il processo di costruzione del carattere di Riccardo come quello di un vile, anche se non avrebbe potuto essere stato coinvolto in nessuno degli eventi narrati. Egli difatti partecipa a battaglie quando storicamente è ancora un bambino.

## Rappresentazioni e adattamenti

### Trasposizioni cinematografiche

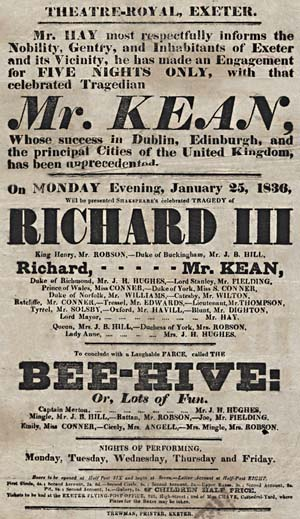
Una locandina del Riccardo III per un allestimento teatrale con Charles Kean

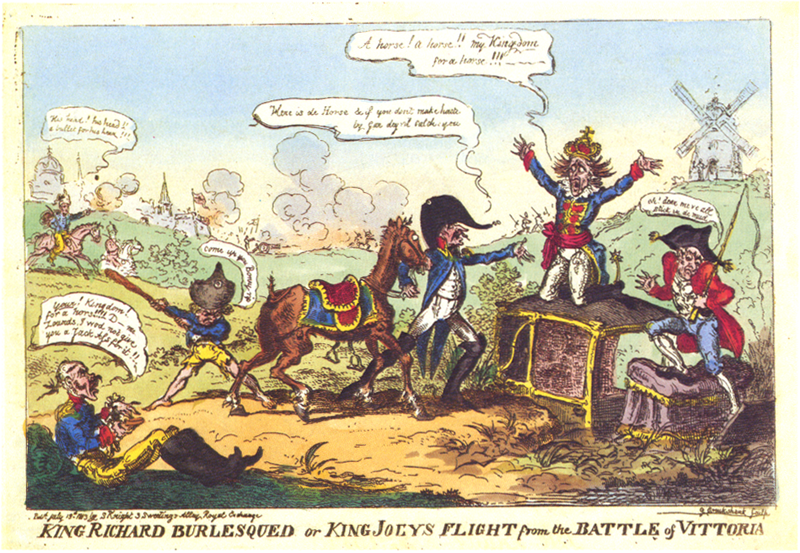
"My Kingdom for a horse!"
(vignetta satirica dal Riccardo III)

L'attore più famoso che interpretò questo ruolo in tempi recenti fu Sir Laurence Olivier nel suo film del 1955.
La sua esecuzione inimitabile è stata satirizzata da molti comici, tra cui Peter Cook e Peter Sellers (che aspirava ad interpretare il ruolo correttamente).
La versione di Sellers di A Hard Day's Night fu messa in scena nello stile di Olivier come Riccardo III. La prima serie della commedia televisiva della BBC Blackadder è parodia in parte del film di Olivier, visualmente (come nel motif della corona), della performance di Peter Cook nella quale Riccardo è un giullare ed un monarca benevolo, ma nonostante ciò reduce dell'interpretazione di Olivier, che deforma i testi di Shakespeare ("Ormai l'estate della nostra contentezza s'è trasformata in duro inverno per causa di queste nuvole Tudor....").
Più recentemente, Riccardo III è stato portato sullo schermo da Sir Ian McKellen (1995) in una versione abbreviata ambientata in una Inghilterra fascista degli anni trenta, e da Al Pacino in un documentario del 1996, Looking for Richard (Riccardo III - Un uomo, un re). Nel film del 1976 Goodbye amore mio, il personaggio interpretato da Richard Dreyfuss è un attore che dà un'interpretazione memorabile di un Riccardo omosessuale in una versione gay dell'opera.
Filmografia
- Richard III

co-regia James Stuart Blackton e William V. Ranous
interpreti: William V. Ranous (Riccardo III); Florence Auer; Maurice Costello; Julia Swayne Gordon
USA (1908)
- Richard III

regia André Calmettes, James Keane
interpreti: Robert Gemp, Frederick Warde
USA (1912)
- Riccardo III (Richard III)

regia Laurence Olivier;
interpreti Laurence Olivier, Pamela Brown, John Gielgud, Claire Bloom.
GB, 1955, col.; durata: 157' - British Academy of Film and Television Arts 1955: miglior film, miglior film britannico
- La torre di Londra (Tower of London)

regia Roger Corman
interpreti Vincent Price, Michael Pate
(1962)
- Riccardo III (Richard III)

regia Richard Loncraine, sceneggiatura Ian McKellen, Richard Loncraine, da un adattamento di Richard Eyre;
interpreti Ian McKellen, Annette Bening, Kristin Scott-Thomas, Jim Broadbent
GB, 1995, col.; durata: 104'
- Riccardo III - un uomo, un re (Looking for Richard)

regia Al Pacino;
interpreti Al Pacino, Harris Yulin, Penelope Allen, Kevin Spacey, Winona Ryder e con gli interventi di: Kenneth Branagh, Kevin Kline, Peter Brook, John Gielgud, Vanessa Redgrave
USA, 1996

## Traduzioni italiane
- Carlo Rusconi, Torino, Pomba e Comp., 1831; Torino, UTET, 1928.
- Giulio Carcano, in "Teatro scelto", tomo II, Firenze, Le Monnier, 1858.
- Diego Angeli, Milano, Fratelli Treves, 1928.
- Mario Praz, Firenze, Sansoni, 1943-1947; in "Tutte le opere", Sansoni, 1963.
- Odoardo Campa, Edizioni di Il Dramma, Torino, SET, 1946.
- Salvatore Quasimodo, Milano, Edizioni del Piccolo Teatro, 1950; Mondadori, 1952-2018.
- Cesare Vico Lodovici, Torino, Einaudi, 1956
- Gabriele Baldini, BUR, Milano, Rizzoli, 1956-2018.
- Juan Rodolfo Wilcock, Milano, Bompiani, 1968; versione riveduta da Giorgio Melchiori, in "Drammi storici", tomo II, Collana I Meridiani, Milano, Mondadori, 1989.
- Maria Antonietta Andreoni D'Ovidio, Torino, UTET, 1968.
- Vittorio Gabrieli, Milano, Garzanti, 1988-2018.
- Patrizia Valduga, Torino, Einaudi, 1996-2018.
- Agostino Lombardo, Roma, Newton Compton, 1997-2018.
- Alessandro Serpieri, versione per il Teatro (non a stampa).
- Carla Pomarè, in "I Drammi storici", Milano, Bompiani, 2017.